# امشب (آلبوم دیوید بویی)
امشب (انگلیسی: Tonight) شانزدهمین آلبوم استودیویی دیوید بویی، خواننده-ترانه‌پرداز انگلستانی است که در ۲۴ سپتامبر ۱۹۸۴ توسط ئی‌ام‌آی آمریکا رکوردز منتشر شد. این دنبالهٔ آلبوم موفق او، بیا برقصیم (۱۹۸۳) است که در اواسط ۱۹۸۴ میلادی پس از پایان تور مهتاب خطرناک در مورن-هایتز، کبک، کانادا نوشته و ضبط شد. بیشتر صدای آلبوم به دلیل تلاش بویی برای حفظ مخاطبان جدیدی که اخیراً به دست آورده بود، همان صدای قبلی‌اش است، اگرچه برخی از قطعات تحت تأثیر موسیقی ریتم اند بلوز و رگی هستند.
در یکی از قطعه‌های آلبوم تینا ترنر به عنوان خوانندهٔ مهمان حضور دارد.